# 미도리촌 (군마현)
미도리촌(일본어: 美土里村)은 일본 군마현 미도노군·다노군에 설치되었던 촌이다. 현재의 후지오카시에 해당한다.

## 참고 문헌
- 角川日本地名大辞典編纂委員会, 『角川日本地名大辞典 10 群馬県』1988, 角川書店